# Kleomenischer Krieg
Der Kleomenische Krieg fand von 228 v. Chr. bis 222 v. Chr. zwischen Sparta und dessen König Kleomenes III., nach dem der Krieg benannt ist, auf der einen Seite und dem Achaiischen Bund auf der anderen Seite, dem sich im Verlauf des Krieges weitere Staaten – vor allem Makedonien unter den Antigoniden sowie das Ptolemäerreich – anschlossen, statt.

## Hintergrund
Kleomenes war 235 v. Chr. in Sparta an die Macht gelangt und setzte eine Reformpolitik in Gang, wie sie vor ihm bereits Agis IV. in Angriff genommen hatte, der aber letztlich gescheitert war. Ziel war die Restauration der Verfassung des Lykurg, wobei die innere Konsolidierung die Voraussetzung der Wiedererlangung der spartanischen Vormachtstellung in Griechenland sein sollte, die im Verlauf des 4. Jahrhunderts v. Chr. zunächst an Theben, dann an Makedonien verloren gegangen war.

## Krieg gegen den Achaiischen Bund
Anlass des Krieges war die Eroberung des zu Megalopolis gehörenden Belbina durch Sparta, woraufhin Megalopolis, traditionell Gegner der Spartaner, den Achaiischen Bund um Hilfe rief, dessen Politik vom Strategen Aratos von Sikyon geleitet wurde. Aratos fürchtete, Sparta könne zu einem Rivalen um die Hegemonie in Südgriechenland werden, und entschied sich zum Eingreifen. Ein erster Angriff der Achaiier gegen die von Sparta beherrschten Städte Orchomenos und Tegea scheiterte aber zunächst, stattdessen gelang Kleomenes die Einnahme von Methydrion. Der Versuch des Aratos, von Elis, also von Westen her, anzugreifen, wurde von Kleomenes am Berg Lykaion abgewehrt, doch konnte er nicht verhindern, dass die Achaier die Festung Mantineia in Arkadien eroberten (227 v. Chr.). Daraufhin gelang Kleomenes, der wegen der Niederlagen in Sparta in die Kritik geraten war, bei Megalopolis ein Befreiungsschlag, bei dem der achaiische Feldherr Lydiadas fiel. Die oppositionellen Ephoren ließ Kleomenes daraufhin gewaltsam beseitigen. Im Jahr 226 v. Chr. drangen die Spartaner bis nach Korinth und zur Argolis vor. Der Achaiische Bund erlitt bei Hekatombaion nahe Dyme eine weitere schwere Niederlage, so dass sich der Bund Hilfe suchend an König Antigonos III. Doson von Makedonien wandte, obwohl spätestens seit der handstreichartigen Vertreibung der antigonidischen Garnison aus Korinth durch Aratos von Sikyon wenige Jahre zuvor das achaiisch-makedonische Verhältnis belastet war: Aratos hatte sich jahrelang als Verteidiger der griechischen Freiheit gegen die Makedonen inszeniert, gab diese Haltung nun aber auf, weil ihm Sparta zu gefährlich wurde. Kleomenes verbündete sich daraufhin mit den Ptolemäern, die mit Antigonos um Einfluss in Südgriechenland rivalisierten. So wurden zwei der dominierenden Großmächte in den Konflikt hineingezogen.

## Eingreifen Makedoniens
In ihrer Notlage verpflichteten sich die Achaier, Korinth an Makedonien zurückzugeben, wenn Antigonos ihnen gegen Sparta beistehe. 224 v. Chr. nahm Antigonos auf einer Versammlung in Aigion das Bündnis an unter der Bedingung, dass er selbst den Vorsitz im Synhedrion und als Stratege erhalte, was ihm gewährt wurde. Die Lage hatte sich für das Bündnis mittlerweile verschlechtert, da Sparta nunmehr fast die ganze Halbinsel Peloponnes beherrschte und am Isthmus von Korinth eine Verteidigungsstellung gegen die Makedonen errichten konnte; allerdings scheiterte Kleomenes bei dem Versuch, Sikyon zu erobern, woraufhin sich Argos gegen ihn erhob und er sich aus Korinth nach Arkadien zurückziehen musste. Der folgende Feldzug im Jahre 223 v. Chr. in Arkadien verlief wechselhaft und zum Teil äußerst blutig: Auf der einen Seite eroberte Kleomenes die Stadt Megalopolis, die er dem Erdboden gleichmachen ließ, auf der anderen Seite nahm Antigonos unter anderem die Städte Tegea, Orchomenos und vor allem die bedeutende Festung Mantineia ein. Die Lage gestaltete sich aber für Kleomenes zunehmend verzweifelter, da er den Makedoniern und Achaiiern zahlenmäßig unterlegen war und schließlich auch die finanzielle Unterstützung durch Ptolemaios III. verlor, sodass er sich genötigt sah, die spartanischen Heloten freizulassen, um so seine Kriegskasse aufzufüllen.

## Niederlage Spartas
Schließlich drangen die Truppen der antispartanischen Koalition aber in das spartanische Kernland Lakonien ein und es kam im Sommer 222 v. Chr. vor den Toren Spartas bei Sellasia zur Entscheidungsschlacht. Die Spartaner wurden dabei vernichtend geschlagen, Kleomenes musste zu den Ptolemäern nach Ägypten fliehen, wo er etwas später den Tod fand. Antigonos behandelte das besiegte Sparta mit Großmut, doch war durch die Niederlage Spartas dessen Machtstellung endgültig zerstört und es fristete fortan in der griechischen Welt kaum mehr als ein Schattendasein, und einige Jahre später wurde die Stadt vom Achaiischen Bund annektiert.